# Kalimantan
Kalimantan  is het Indonesische deel van het eiland Borneo. Kalimantan beslaat het centrale en zuidelijke deel van het eiland.
In Indonesië wordt met de naam Kalimantan ook het gehele eiland aangeduid.
De bodem op Kalimantan is op veel plaatsen "latosol", wat wil zeggen dat de humusrijke bovenlaag van de bodem uitgespoeld is na het verdwijnen van het regenwoud. De bodem die overblijft bevat veel ijzer en aluminium en is daardoor ongeschikt voor intensieve landbouw.

## Provincies
Kalimantan is verdeeld in vijf provincies:
- Noord-Kalimantan (Kalimantan Utara), met als hoofdstad Tanjung Selor
- Midden-Kalimantan (Kalimantan Tengah), met als hoofdstad Palangkaraya
- Oost-Kalimantan (Kalimantan Timur), met als hoofdstad Samarinda
- Zuid-Kalimantan (Kalimantan Selatan), met als hoofdstad Banjarmasin
- West-Kalimantan (Kalimantan Barat), met als hoofdstad Pontianak

## Demografie
Kalimantan heeft een diverse etnische bevolking. De verschillende volkeren staan bekend als de Dajaks, maar maken zelf wel onderscheid tussen verschillende groepen, die elk een eigen taal hebben. Naast deze groepen vindt men er Javanen, Madurezen (vooral door transmigratie) en Chinezen.

## Diversen
Kalimantaan is het debuut van de Amerikaanse schrijfster C.S. Godshalk uit 1998. De roman speelt zich af op Borneo. De Nederlandse vertaling verscheen onder de titel Kalimantan. In het boek geeft Godshalk een geromantiseerd verslag van de expeditie van James Brooke naar Sarawak.

## Taal
In Kalimantan worden van de 739 in Indonesië gesproken talen er nog 83 gesproken. Met 5.000.000 sprekers is het Bandjarees veruit de meest gesproken taal van het eiland. Op Kalimantan zijn nog geen talen uitgestorven.